# 생방송 시사360
생방송 시사360은 대한민국의  KBS 2TV에서 방송되었던 시사프로그램이었다. '뉴스의 홍수 속에서 놓치고 있는 사인의 본질을 360도 다양한 시각에서 조명한다'는 기획 의도로 제작되었다.
2009년 KBS 가을 개편으로 2009년 10월 15일 방송을 끝으로 종영되었다.

## 같이 보기
- 시사360의 미네르바에 대한 논란을 참고.